# Fudbalski klub Crvena zvezda 2018-2019
Questa voce raccoglie le informazioni riguardanti il Fudbalski klub Crvena zvezda nelle competizioni ufficiali della stagione 2018-2019.

## Rosa
| N. |                                 | Ruolo | Calciatore               |
| -- | ------------------------------- | ----- | ------------------------ |
| 1  | Serbia (bandiera)               | P     | Zoran Popović            |
| 3  | Serbia (bandiera)               | C     | Branko Jovičić           |
| 8  | Serbia (bandiera)               | C     | Dejan Meleg              |
| 9  | Serbia (bandiera)               | A     | Milan Pavkov             |
| 10 | Serbia (bandiera)               | C     | Nenad Milijaš (capitano) |
| 11 | Paesi Bassi (bandiera)          | C     | Lorenzo Ebecilio         |
| 15 | Serbia (bandiera)               | D     | Srđan Babić              |
| 16 | Serbia (bandiera)               | C     | Nemanja Milić            |
| 17 | Germania (bandiera)             | C     | Marko Marin              |
| 20 | Serbia (bandiera)               | C     | Goran Čaušić             |
| 21 | Serbia (bandiera)               | C     | Veljko Simić             |
| 22 | Brasile (bandiera)              | C     | Jonathan Cafú            |
| 23 | Serbia (bandiera)               | D     | Milan Rodić              |
| 27 | Bosnia ed Erzegovina (bandiera) | P     | Nemanja Supić            |

| N. |                       | Ruolo | Calciatore      |
| -- | --------------------- | ----- | --------------- |
| 28 | Serbia (bandiera)     | A     | Dejan Joveljić  |
| 29 | Serbia (bandiera)     | C     | Dušan Jovančić  |
| 30 | Montenegro (bandiera) | D     | Filip Stojković |
| 31 | Comore (bandiera)     | A     | Ben Nabouhane   |
| 33 | Serbia (bandiera)     | C     | Milan Jevtović  |
| 34 | Serbia (bandiera)     | D     | Stefan Hajdin   |
| 37 | Ghana (bandiera)      | D     | Rashid Sumaila  |
| 77 | Serbia (bandiera)     | D     | Marko Gobeljić  |
| 82 | Canada (bandiera)     | P     | Milan Borjan    |
| 90 | Serbia (bandiera)     | D     | Vujadin Savić   |
| 93 | Serbia (bandiera)     | D     | Aleksa Terzić   |
| 95 | Serbia (bandiera)     | C     | Ivan Ilić       |
| 99 | Ghana (bandiera)      | A     | Richmond Boakye |